# Giovanni Maria Giuseppe Bicetti
Giovanni Maria Giuseppe Bicetti de' Buttinoni, anche noto come Gianmaria Bicetti (Treviglio, 10 dicembre 1708 – Treviglio, 6 febbraio 1778), è stato un letterato, poeta e medico italiano. Membro dell'Accademia dei Trasformati, Bicetti fu uno dei primi medici a sperimentare in Italia la variolizzazione.
Fu anche letterato e membro dell'Accademia dell'Arcadia, con il nome Polindo Callimacense. Bicetti fu celebrato da Parini nell'Ode L'innesto del vaiuolo (1765).

## Biografia
Nato a Treviglio, studiò umanità e retorica nelle scuole barnabite di Sant'Alessandro a Milano. Conseguita la laurea in filosofia e medicina a Pavia, si stabilì a Milano, dedicandosi con passione alle lettere e alla poesia. Poeta di facile vena, partecipò a molte accademie; ma nella seconda metà della sua vita si occupò quasi esclusivamente di medicina. Bicetti fu uno dei primi a diffondere in Lombardia l'uso dell'innesto del vaiuolo. Parini gli dedicò la famoasa ode L'innesto del vaiuolo, stampata per la prima volta in fronte all'opera di Bicetti Osservazioni sopra alcuni innesti del vaiuolo (Milano, Galeazzi, 1765). 
Compose varie liriche, un'ode e un poemetto in ottava rima pubblicata nella raccolta dedicata a Domenico Balestrieri Lagrime in morte di un gatto. Tradusse in italiano gli Epigrammi di Ausonio, e le Satire di Orazio. 